# Stylochocestus gracilis
Stylochocestus gracilis is een platworm (Platyhelminthes). De worm is tweeslachtig. De soort leeft in het zoute water.
Het geslacht Stylochocestus, waarin de platworm wordt geplaatst, wordt tot de familie Stylochocestidae gerekend. De wetenschappelijke naam van de soort werd voor het eerst geldig gepubliceerd in 1904 door Laidlaw.